# كفر النجبا
قرية كفر النجباء هي إحدى القرى التابعة لمركز أجا في محافظة الدقهلية في جمهورية مصر العربية. حسب إحصاءات سنة 2006، بلغ إجمالي السكان في كفر النجبا 2631 نسمة، منهم 1273 رجل و1358 امرأة.